# Macrodasys caudatus
Macrodasys caudatus är en djurart som tillhör fylumet bukhårsdjur, och som beskrevs av Adolf Remane 1927. Macrodasys caudatus ingår i släktet Macrodasys och familjen Macrodasyidae. Arten är reproducerande i Sverige. Inga underarter finns listade i Catalogue of Life.

## Bildgalleri

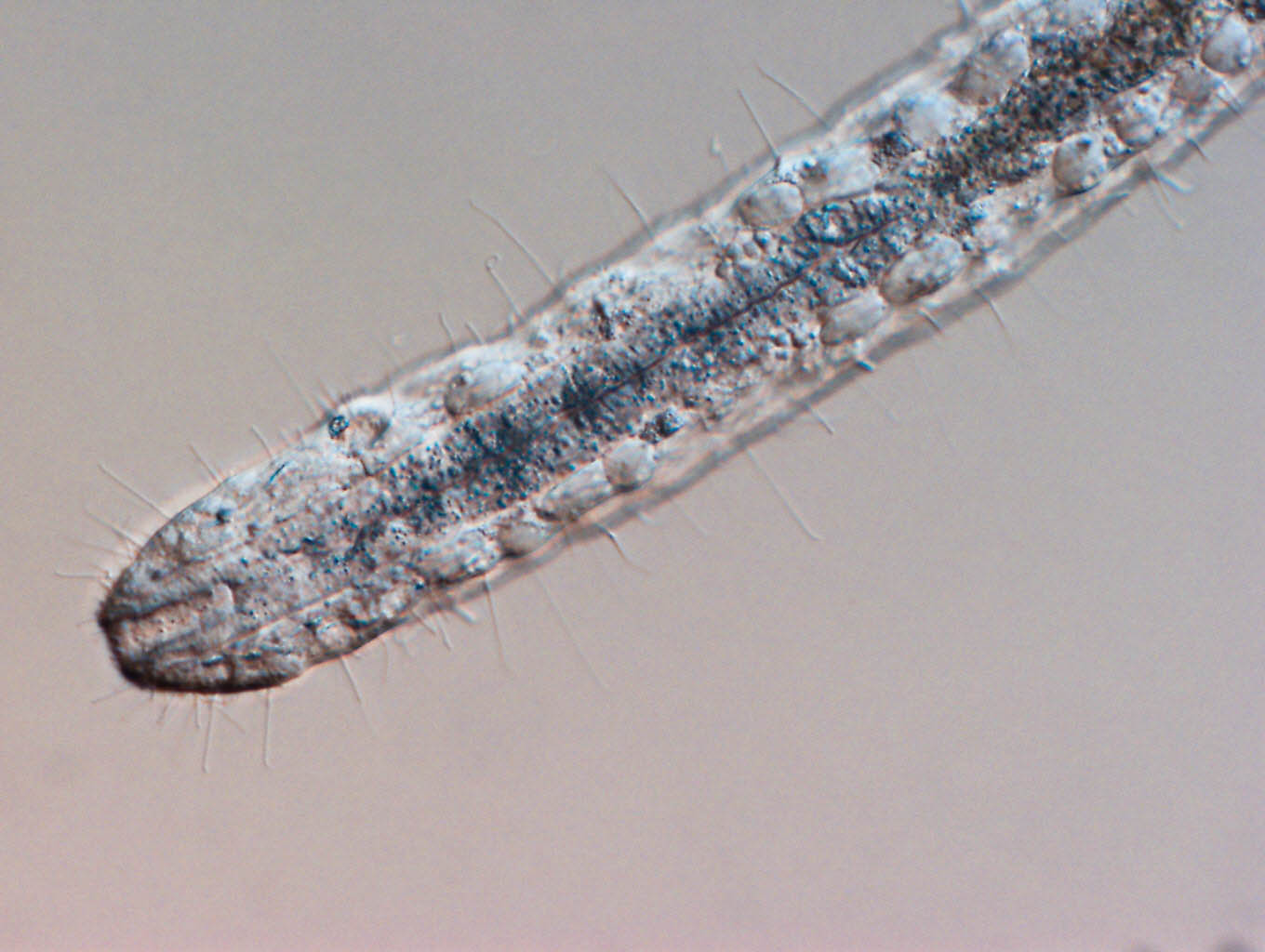
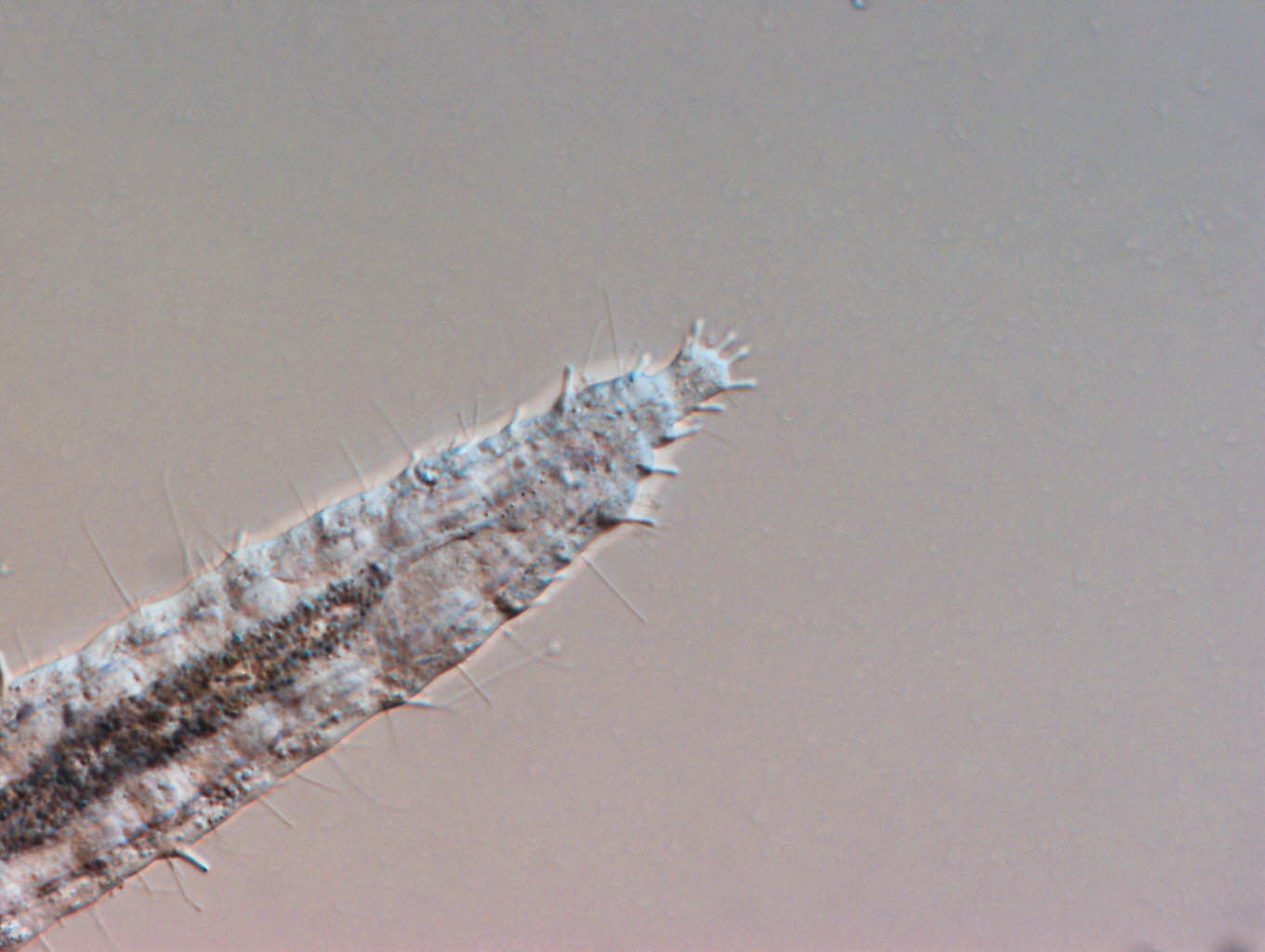